# Sierra de los Filabres
La Sierra de los Filabres è un massiccio montagnoso del sistema penibético situato nella provincia di Almería, in Andalusia (Spagna). La sua propaggine orientale, la Sierra de Baza, si trova nella provincia di Granada. Lunga 63 km e larga 28, occupa una superficie totale di 151000 ettari, e la linea di sommità si mantiene in buona parte oltre i 1900 metri s.l.m., con la punta più alta che raggiunge i 2.168 m (Calar Alto).

## Situazione e caratteristiche
Si trova nella zona est della provincia di Almería. Confina a nord con la valle del río Almanzora e a sud con i campi di Gérgal, Tabernas e Sorbas
L'altezza media s.l.m. del complesso è di 1500 metri. Emergono altezze superiori ai 2000 metri come il Calar Alto, 2168 metri s.l.m., Tetica de Bacares, 2080 metri s. l. m. o Calar Gallinero, 2049 metri s. l. m.

## Protezione medioambientale

### Zona di Conservazione Speciale (ZEC) Calares de la Sierra de los Filabres
La ZEC Calares della Sierra de Filabres comprende 6.616 ha e riguarda i comuni di Bacares, Bayarque, Sierro, Serón e Velefique. È considerata inoltre una zona montagnosa d'interesse ambientale. L'attraversa il río Bacares, unico della conca del río Almanzora con portata permanente. Conta 14 habitat d'Interesse Comunitario (HIC). Geologicamente, è interessante nella geologia dell'Andalusia, trattandosi di un'isola di naturale carbonato o calizas al centro di una estensione di rocce silicee. Riguardo alla flora, il 72 per cento della ZEC è da pastorizia e spiccano gli endemici centaura sagredoi, i Cytisus oromediterraneus nei prati alpini e subalpini e pinete generate con i rimboschimenti della seconda metà del XX secolo, a parte i pini neri submediterranei endemici. In quanto alla fauna, si osservano 14 specie rilevanti, a parte la colonia di rapaci, compresi l'aquila fasciata, i pipistrelli, gli anfibi endemici e i lepidotteri.

## Geologia
La Sierra de los Filabres si trova nella Zona Interna Bética della provincia di Almería. Il complesso nevado filábride è l'unità tettonica inferiore, e si tratta di un basamento cristallino con copertura triassica parzialmente carbonata con un intenso metamorfismo alpino e affiora in finestre tettoniche. Nell'unità di Bédar-Macael, affiorano squisiti spiazzi e quarziti, marmi e gessi. Calar Alto si trova sopra il manto del Mulhacén.

## Bioclimatologia

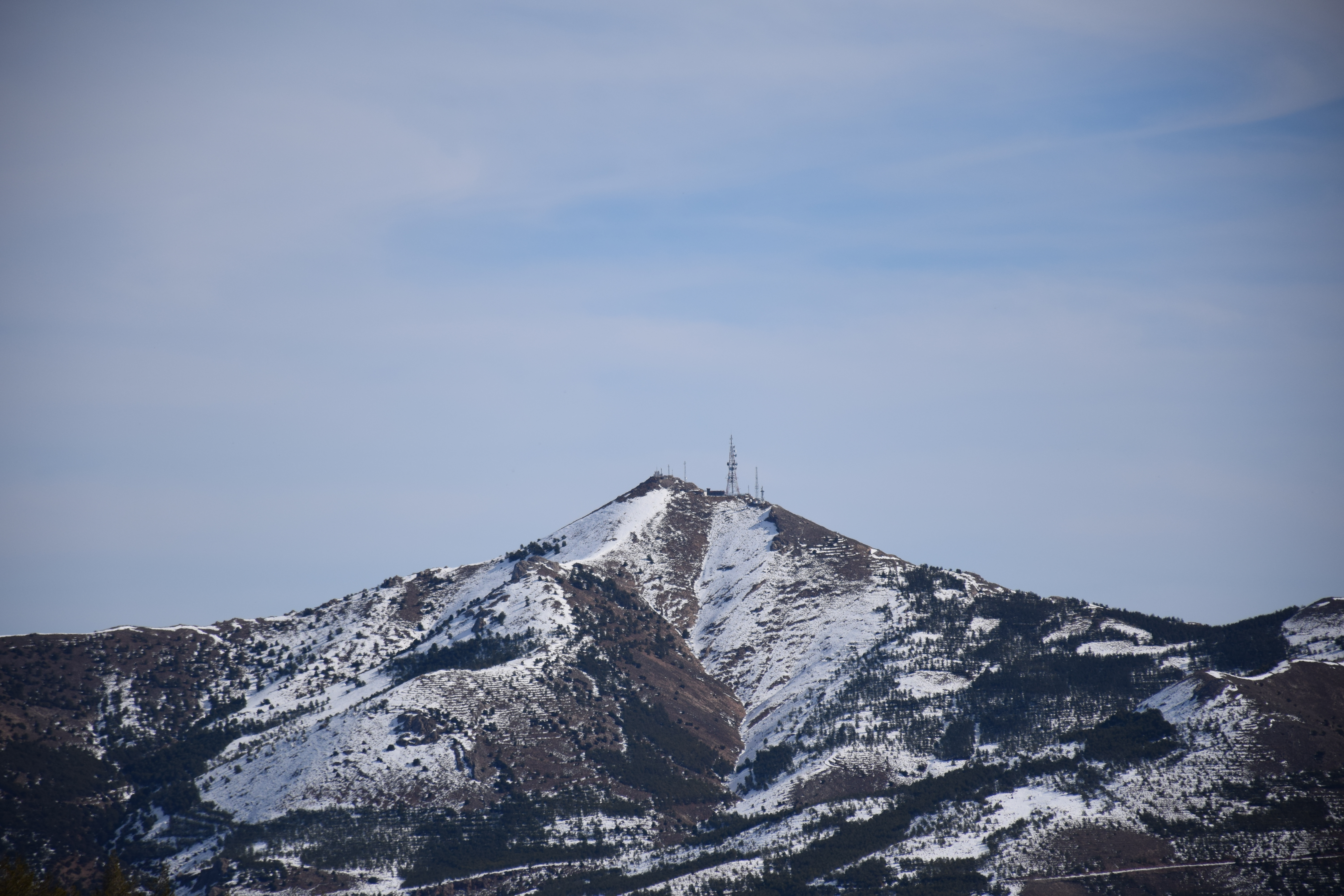
Tetica de Bacares 2080 m s. n. m.

I termotipi che si trovano nella Sierra de los Filabres sono il mesomediterraneo nella sua parte di base, supramediterraneo, nelle aree di mezza montagna e l'oromediterraneo, nella usa parte alta. È una zona di scarsa piovosità e le precipitazioni vanno dai 300 mm nelle zone orientali basse (Zurgena) a qualcosa più di 400 mm in quelle alte (Bacares). La combinazione di scarse precipitazioni e differenti piani altitudinali di temperatura dà luogo a vari regimi climatici che vanno dal semiarido, approssimativamente fino agli 800 m, fino al sinico per la cima di 1.650 m.

## Flora

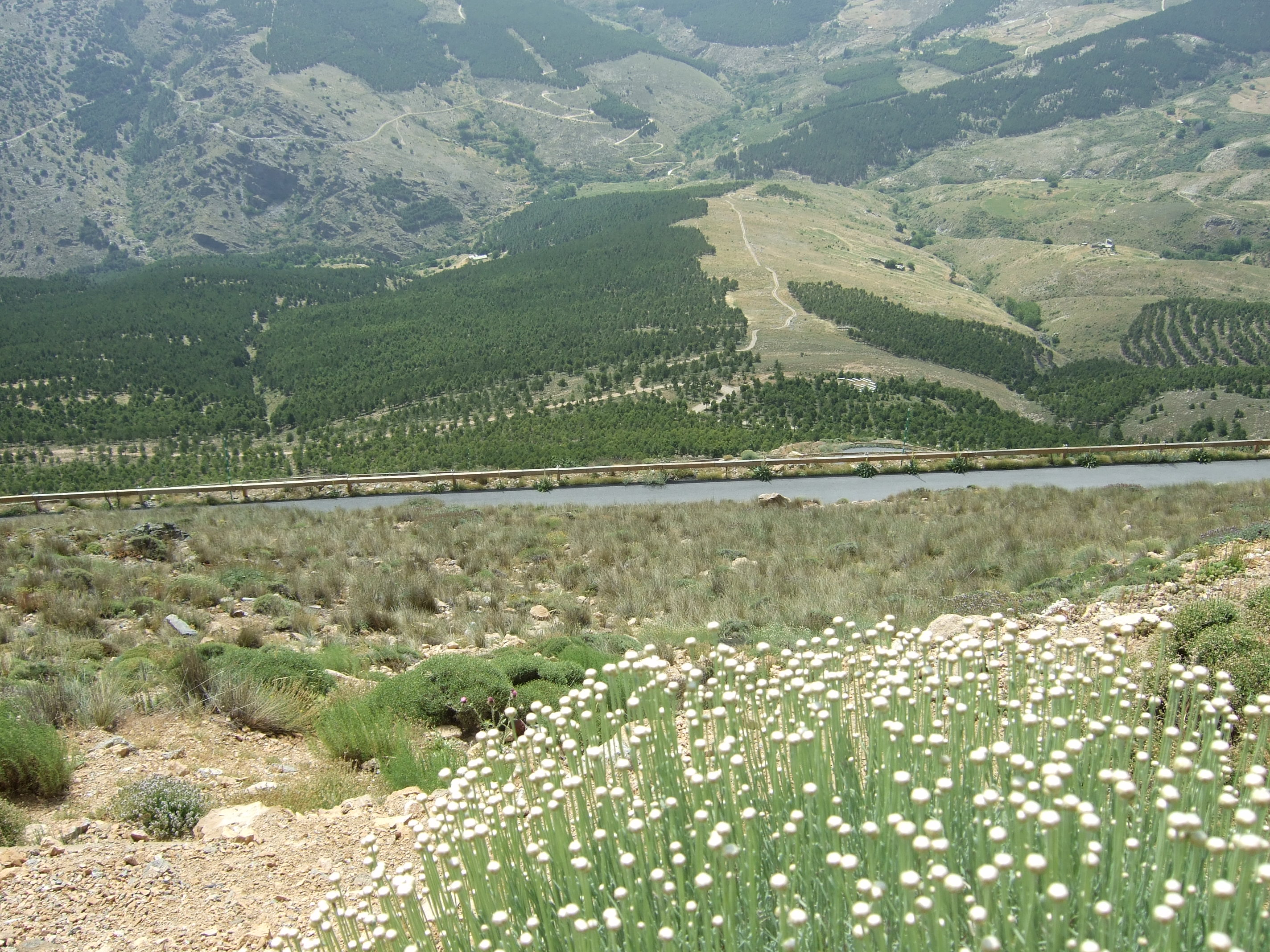
Rimboschimento con pini

A Serón s'incontrano i Monumenti naturali della Encina del Marchal del Abogado e un esemplare millenario di leccio, l'Encina de la Peana (Leccio della Peana).
Dai cespugli, formati da geniste e sparti fino ai 1500 m, già si passa a un sottobosco di jara, mentucce ed Erinacea anthyllis, che porta a un bosco di pini d'Aleppo e pini neri provenienti dalla riforestazione sviluppata negli anni '60. Altre piante aromatiche che si possono incontrare sono: menta, Sideritis pusilla, lavanda e timo.
È interessante il Parco Forestale di las Menas de Serón. Inoltre si trovano boschetti di quercia lusitana e querce da sughero (Alcornocal) primigenie tra Benizalón, Laroya e Serón.
Si nota l'endemicità dell'erba centaurea sagredoi ed è parimenti l'habitat delle arbustive Prunus ramburii e Genista versicolor e delle erbacee Plantago radicata, Carex camposii, narciso della Sierra Nevada e la spilla della Sierra Nevada.
La deforestazione della Sierra de Los Filabres è dovuta alle attività tradizionali dell'agricoltura e dell'allevamento, ma anche allo sfruttamento della massa forestale per ottenere bitume e legno per calafati e mastri d'ascia in Almería, soprattutto nel monte pubblico di Bayarque, che fu sfruttato per il patrimonio forestale della Marina. Così contribuirono alla deforestazione gli approvvigionamenti di carbone vegetale per le fonderie dell'industria mineraria fin dall'epoca medievale. Queste circostanze furono già descritte nel Dizionario Geografico Statistico e Storico di Spagna del XIX secolo. Nella seconda metà del XX secolo la sierra fu ripopolata dalla Administración Forestal del Estado e l'Istituto per la Conservazione della Natura (ICONA) con 60 000 ettari. Le specie utilizzate furono esclusivamente pini (pini d'Aleppo, pini marittimi, pini neri e pini silvestri), che diedero luogo a formazioni arboree di grande omogeneità, ma di notevole interesse silvicolo e restauratrici dati i processi di desertificazione causati dalla deforestazione della sierra per un'eccessiva pressione antropica. Negli ultimi tempi così si aggiunsero i lecci. Le ripopolazioni hanno avuto un effetto positivo e stanno ottenendo strutture complesse e mature di vegetazione, ma con grande lentezza a causa dell'aridità.

## Fauna
Va segnalata la presenza endemica della formica Rossomyrmex minuchae. Le specie di maggior interesse si trovano nella ZEC Calares de Sierra de los Filabres con 14 specie rilevanti sottolineando la colonia di rapaci, che includono l'aquila del Bonelli, pipistrelli, anfibi endemici e lepidotteri.

## Presenza umana

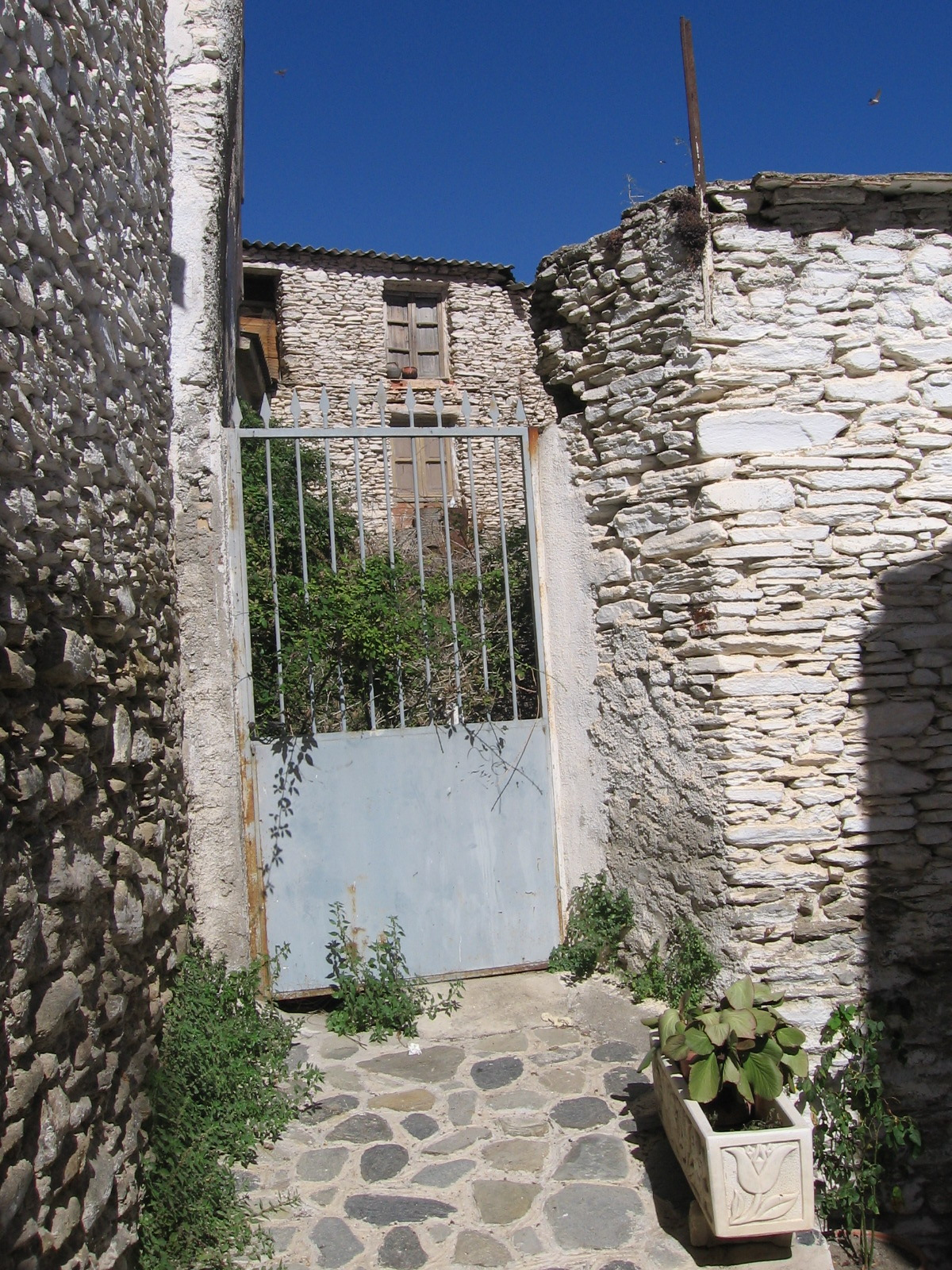
Architettura tradizionale in ardesia a Bacares

Nella sierra vi sono 18 comuni con una popolazione di 14 609 abitanti (2006), ripartiti tra le comarche di Almanzora quella di Los Filabres - Tabernas. Il comune più popolato è Macael, con 5.482 abitanti nel 2019. Altri comuni che si trovano sulla Sierra de los Filabres sono: Albanchez, Alcóntar, Alcudia de Monteagud, Bayarque, Bacares, Benitagla, Benizalón, Chercos, Cóbdar, Gérgal, Laroya, Líjar, Olula de Castro, Serón, Sierro, Suflí, Tahal e Lubrín con le loro facciate intonacate e i loro ripidi pendii. Inoltre sul versante sud della sierra i paesi si distinguono per l'architettura dell'ardesia. Sono di particolare importanza nei comuni della sierra i festeggiamenti dei Moros y Cristianos.
Nella Sierra de los Filabres esistono vestigia paleolitiche in Pietre Bianche (Escúllar), resti in rocce del Huerto del Moro (Olula de Castro) e la Cueva de los Tesoros (Bacares). Vi sono dipinti (Abrigos de La Majada de las Vacas en Escúllar, gli Abrigos del Peñón de las Juntas, il Friso de Portocarrero e le Piedras del Sestero a Gérgal o gli abrigos de las Piedras de la Cera a Lubrín). Inoltre, si distinguono i resti argarici rinvenuti a Gérgal. La colonizzazione romana stabilì i primi nuclei di popolazione come la fondazione di Tagili (Tíjola) e alcuni insediamenti nelle attuali località di Gérgal, Castro de Filabres, Armuña de Almanzora o Fines e da quest'epoca data l'acquedotto romano di Albánchez.
Dell'epoca nazarí si conservano costruzioni idrauliche (miniere, cisterne, canali, atanori), muri di contenimento in pietra a secco, terrazzamenti per il contenimento del suolo, cosí come edifici e fortificazioni come quelli di Chercos Viejo e Tíjola, torri e frantoi. Nel XV era diffusa la bachicoltura a Bacares, per la quale vi erano 180.000 gelsi neri. La Sierra de los Filabres forniva il ferro per le armi di tutto il Regno di Granada. Si sfruttavano così i bagolari per produrre manici per gli attrezzi dell'industria mineraria e soprattutto per la costruzione del porto andaluso di Almería. Dopo la guerra di Granada si procedette alla ripopolazione della zona e nel 1568 la rivolta dei moriscos provocò infine l'espulsione definitiva dei "mori" nel 1622, che ebbe come conseguenza di nuovo lo spopolamento della Sierra.
Nel XIX secolo cominciò l'industria mineraria, che si avvale della costruzione della ferrovia. La pressione demografica e per impiego nell'industria intensificó la perdita di suolo forestale. A Bacares e nelle miniere di Serón si trovavano importanti giacimenti di ferro e nel XX secolo le estrazioni raggiunsero l'apice, con l'impiego di trasportatori aerei a cavo che portavano il minerale fino alla stazione ferroviaria.
Tra gli anni 1955 e 1983 si diede corso a una nelle maggiori operazioni di riforestazione in Andalusia che riguardarono circa 40.000 ettari, per proteggere idrologicamente il bacino di alimentazione dell'invaso di Cuevas del Almanzora. Dopo questa fonte di lavoro ebbe luogo un esodo naturale. Al momento è il marmo di Macael quello che genera maggior ricchezza e lavoro intorno alla sierra e l'industria principale nella provincia di Almería.
Dal 1975, in cima alla sierra si trova l'Osservatorio di Calar Alto, il più grande del continente europeo.